# Новомиколаївка (Ізюмський район)
Новомикола́ївка — село в Україні, у Балаклійському районі Харківської області. Населення становить 50 осіб. До 2020 орган місцевого самоврядування — Асіївська сільська рада.

## Географія
Село Новомиколаївка складається з 2-х частин, рознесених на 1 км, розташоване обабіч заболоченої балки, по дну якої протікає річка Кисіль з численними загатами. Селом тече балка Яр Дюловатський.

## Історія
12 червня 2020 року, відповідно до Розпорядження Кабінету Міністрів України  № 725-р «Про визначення адміністративних центрів та затвердження територій територіальних громад Харківської області», увійшло до складу Балаклійської міської територіальної громади.
19 липня 2020 року, в результаті адміністративно-територіальної реформи та ліквідації Балаклійського району, село увійшло до складу новоутвореного Ізюмського району.

## Економіка
- В селі є молочно-товарна ферма.
- Компресорна станція «Шебелинка».